# 瓦朗赛
瓦朗赛（法語：Valençay，法語發音：[valɑ̃sɛ] ⓘ），法国中部城市，中央-卢瓦尔河谷大区安德尔省的一个市镇，隶属于沙托鲁区，其市镇面积为41.59平方公里，2022年1月1日时人口数量为2,239人，在法国城市中排名第4,739位。
瓦朗赛位于安德尔省北部，纳翁河畔，是一个区域性的中心城市，多条公路在此交汇。瓦朗赛因同名城堡、同名奶酪及同名葡萄酒而闻名。

## 地名来源
根据当地官方网站的论述，“Valençay”一名最初以拉丁语“Valenciacus”的形式被记载，意为“Valens的房屋”；其中Valens为人名，其生平尚有待考证。
在1801年以前，瓦朗赛的官方名称拼写为“Vallençay”。

## 历史
瓦朗赛的早期历史尚不清楚。根据当地官方网站的论述，瓦朗赛早在古典时期就已形成聚落，彼时当地领主Valens在纳翁河左岸修建私人宅邸，其附近相继出现了铁炉、磨坊、石磨等设施。中世纪中期，瓦朗赛成为一座防御工事。自1160年起，纳翁河右岸的Bas Bourg街区出现了一处修道院，其周边亦开始形成聚落。1451年，瓦朗赛被奥尔良公爵查理一世家族继承，其后代将原有的瓦朗赛防御城墙扩建成为一处大型城堡。17世纪时，瓦朗赛成为一个设施完善的商贸中心。法国大革命期间，瓦朗赛领主曾逃亡至加蒂奈森林，后被共和国军队逮捕，因其曾主持修建“对共和国有利”的公共设施而最终免罪释放。法国大革命后，瓦朗赛成为安德尔省的一个市镇。1803年，瓦朗赛城堡被法兰西第一共和国外交大臣夏尔·莫里斯·德塔列朗-佩里戈尔购买并作为一处共和国外宾接待中心。半岛战争爆发后，在拿破仑的安排下，费尔南多七世曾一度暂住于瓦朗赛城堡。1813年，根据《瓦朗赛条约》，费尔南多七世获得西班牙国王身份，但最终因拿破仑战败而未能实现。工业革命期间，途径瓦朗赛的勒布朗—阿尔让铁路建成通车。1944年8月16日，一支纳粹军队占领瓦朗赛并杀害了当地八名居民。1945年9月，瓦朗赛获得法国政府颁发的战争勋章。

## 地理

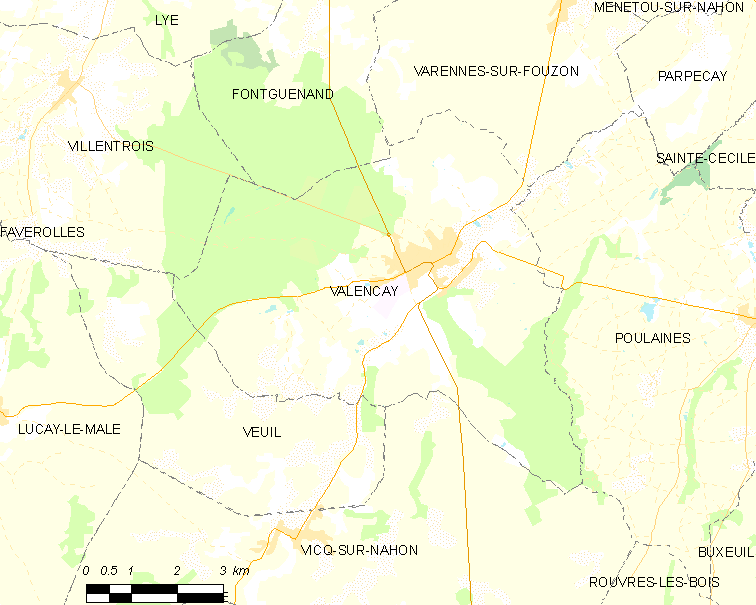
瓦朗赛市镇范围地图

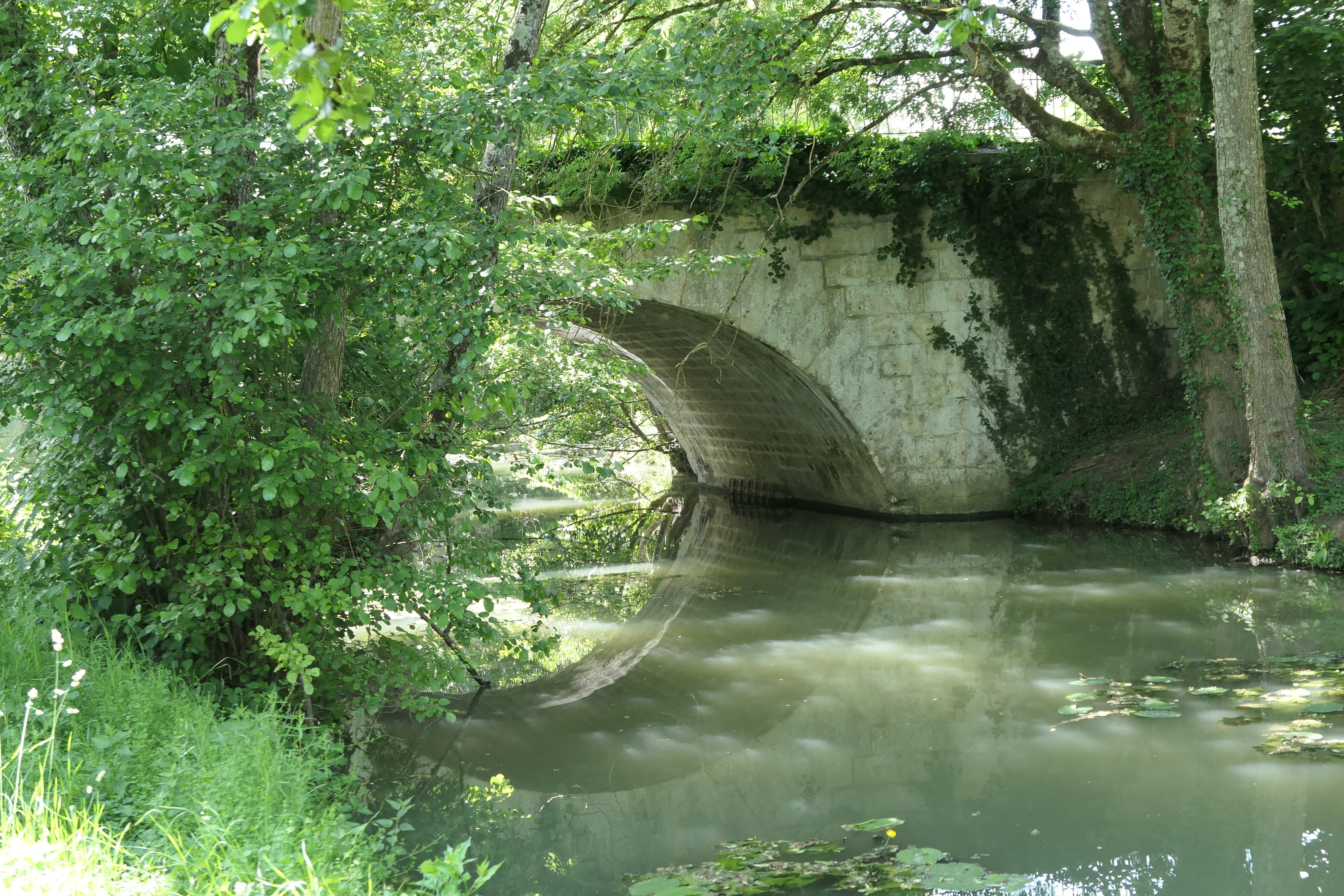
纳翁河

瓦朗赛位于法国中部略偏西，中央-卢瓦尔河谷大区中南部和安德尔省北部，距离省会沙托鲁大约42公里。与瓦朗赛接壤的市镇包括：丰格南、维朗特鲁瓦-贝里地区法沃罗勒、瓦勒富宗、沃伊、普莱讷和纳翁河畔维克。

### 地形
瓦朗赛位于贝里地区西北部，靠近索洛涅森林，境内以平原和浅丘为主，市镇中心位于一处河谷地带，整体地势自纳翁河向两侧缓慢抬升，全境海拔在91到154米之间。

### 水文
瓦朗赛位于卢瓦尔河流域范围内，纳翁河自西南向东北流经镇中心，部分河段被引入人工开凿的水道中。

### 植被
瓦朗赛属于温带阔叶混交林区，林地广泛分布于河流及坡地附近，以及城堡花园内。
在鲜花城市的评比中，瓦朗赛被评为2星级鲜花城市。

### 气候
瓦朗赛在柯本气候分类法中属于温带海洋性气候（Cfb）。
距离瓦朗赛最近的常年气象站位于普莱讷境内，以下为该气象站的数据（其中日照数据取自沙托鲁气象站）：
| 普莱讷 1981年－2019年 | 普莱讷 1981年－2019年 | 普莱讷 1981年－2019年 | 普莱讷 1981年－2019年 | 普莱讷 1981年－2019年 | 普莱讷 1981年－2019年 | 普莱讷 1981年－2019年 | 普莱讷 1981年－2019年 | 普莱讷 1981年－2019年 | 普莱讷 1981年－2019年 | 普莱讷 1981年－2019年 | 普莱讷 1981年－2019年 | 普莱讷 1981年－2019年 | 普莱讷 1981年－2019年 |
| 月份                  | 1月                   | 2月                   | 3月                   | 4月                   | 5月                   | 6月                   | 7月                   | 8月                   | 9月                   | 10月                  | 11月                  | 12月                  | 全年                  |
| --------------------- | --------------------- | --------------------- | --------------------- | --------------------- | --------------------- | --------------------- | --------------------- | --------------------- | --------------------- | --------------------- | --------------------- | --------------------- | --------------------- |
| 历史最高温 °C（°F）   | 17 (63)               | 23 (73)               | 25.2 (77.4)           | 31 (88)               | 34.4 (93.9)           | 39.1 (102.4)          | 41.2 (106.2)          | 41.4 (106.5)          | 35.5 (95.9)           | 29.8 (85.6)           | 24.8 (76.6)           | 19 (66)               | 41.4 (106.5)          |
| 平均高温 °C（°F）     | 7.5 (45.5)            | 9.6 (49.3)            | 13.9 (57.0)           | 16.8 (62.2)           | 21.6 (70.9)           | 24.9 (76.8)           | 27.3 (81.1)           | 27 (81)               | 22.2 (72.0)           | 17.1 (62.8)           | 10.7 (51.3)           | 7.3 (45.1)            | 17.2 (63.0)           |
| 日均气温 °C（°F）     | 4.5 (40.1)            | 5.5 (41.9)            | 8.5 (47.3)            | 10.8 (51.4)           | 15.2 (59.4)           | 18.2 (64.8)           | 20.4 (68.7)           | 20.1 (68.2)           | 16.1 (61.0)           | 12.5 (54.5)           | 7.3 (45.1)            | 4.5 (40.1)            | 12 (54)               |
| 平均低温 °C（°F）     | 1.5 (34.7)            | 1.4 (34.5)            | 3.1 (37.6)            | 4.8 (40.6)            | 8.7 (47.7)            | 11.6 (52.9)           | 13.4 (56.1)           | 13.2 (55.8)           | 10.1 (50.2)           | 8 (46)                | 3.9 (39.0)            | 1.7 (35.1)            | 6.8 (44.2)            |
| 历史最低温 °C（°F）   | −13.8 (7.2)           | −16.5 (2.3)           | −11.9 (10.6)          | −4.6 (23.7)           | 0.1 (32.2)            | 2.4 (36.3)            | 6 (43)                | 3.9 (39.0)            | 0.4 (32.7)            | −6 (21)               | −11 (12)              | −11.7 (10.9)          | −16.5 (2.3)           |
| 平均降水量 mm（）     | 60.4 (2.38)           | 51.1 (2.01)           | 48.8 (1.92)           | 60 (2.4)              | 57.2 (2.25)           | 47.3 (1.86)           | 56.6 (2.23)           | 49.1 (1.93)           | 53.8 (2.12)           | 71.8 (2.83)           | 65.2 (2.57)           | 63.7 (2.51)           | 685 (27.0)            |
| 月均日照時數          | 72.1                  | 91.9                  | 155.6                 | 178.5                 | 208.6                 | 210.4                 | 231.7                 | 235.5                 | 189.5                 | 128.3                 | 79.6                  | 59                    | 1,840.7               |
| 来源：infoclimat.fr   |                       |                       |                       |                       |                       |                       |                       |                       |                       |                       |                       |                       |                       |

## 行政区划
瓦朗赛的市镇编号为36228，邮政编号为36600。
在行政管理方面，瓦朗赛隶属于法国中央-卢瓦尔河谷大区安德尔省沙托鲁区；在地方选举方面，瓦朗赛是瓦朗赛县的中央投票站所在地，其市镇范围全境被划入安德尔省第二选区；在社会管理方面，瓦朗赛是埃克耶-瓦朗赛市镇公共社区的办公驻地。
截至2023年12月，瓦朗赛市镇范围内暂无任何城市敏感街区及城市政策优先街区。
法国国家统计与经济研究所（简称）在进行数据统计时，将瓦朗赛市镇单独设为瓦朗赛城市核心区（Unité urbaine de Valençay），但未将瓦朗赛划入任何城市区（Aire urbaine）及城市辐射区（Aire d'attraction）内。此外，还将瓦朗赛市镇整体看作一个“块区”（IRIS），以便于统计人口分布情况。

## 交通

### 公路
安德尔省省道D4线、D13线、D15线、D22a线、D37线、D956线和D960线在瓦朗赛境内交汇。中央-卢瓦尔河谷大区下属的安德尔省城际客运A线经停瓦朗赛，可通往省会沙托鲁。
| 10 | 26 |

| 13 | 23 |

| 沙托鲁 | 42 |

| 勒夫鲁 | 22 |

| 埃克耶 | 21 |

| 谢尔河畔塞勒 | 15 |

| 瓦唐 | 24 |

| 沙布里 | 13 |

2020年，63.5%的瓦朗赛家庭拥有至少一辆私人汽车。2019年，瓦朗赛境内共发生各类交通事故1起，造成1人重伤。

### 铁路

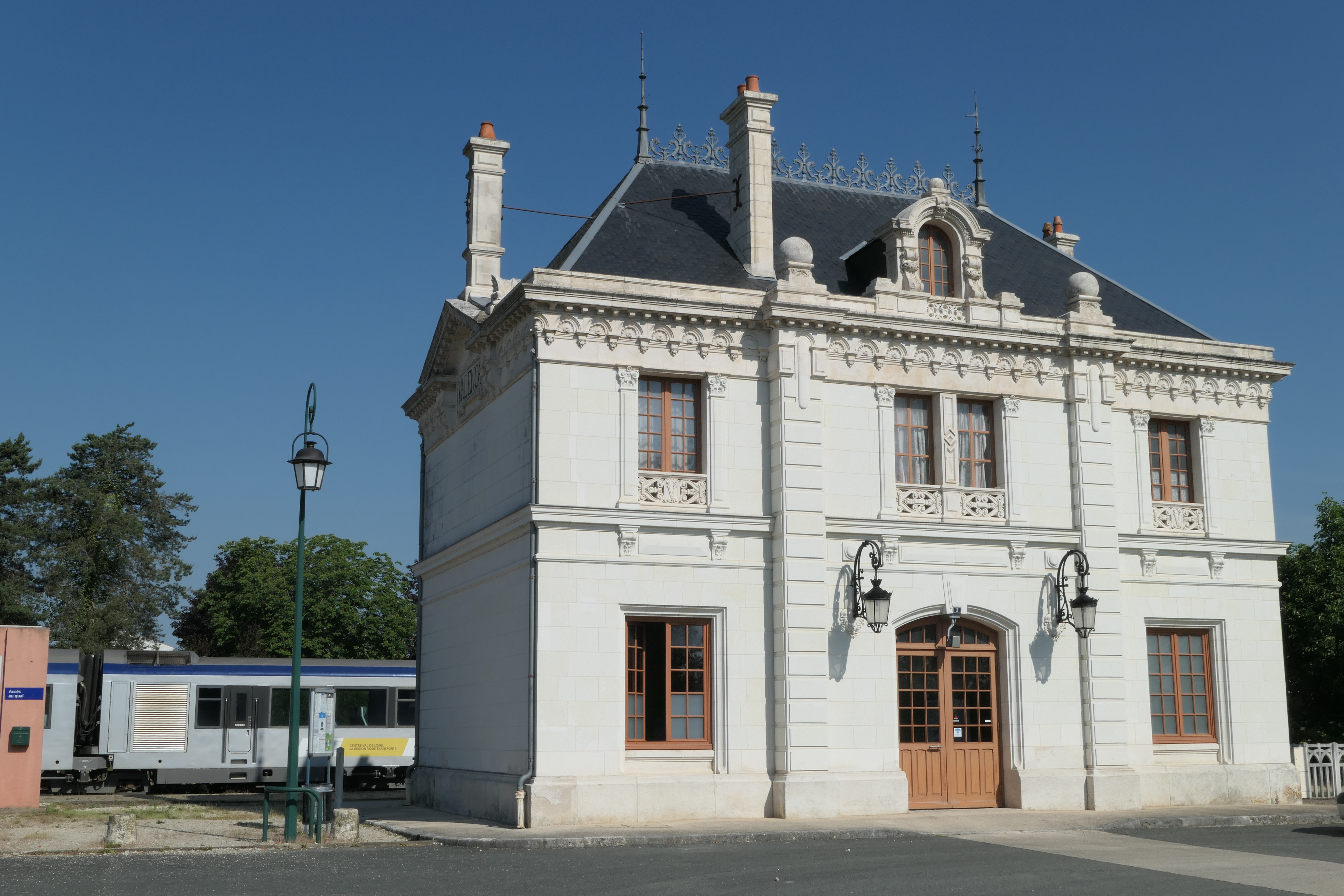
瓦朗赛火车站

瓦朗赛位于勒布朗—阿尔让铁路上，该铁路是一条地方窄轨铁路，不直接与法国铁路网联通。瓦朗赛站位于市区北部，该站停靠前往萨尔布里方向的区域列车。

### 航空
瓦朗赛距离图尔机场的公路里程大约96公里。

### 城市公共交通
截至2023年12月，瓦朗赛暂无城市公共交通系统。

## 政治

### 市政内阁

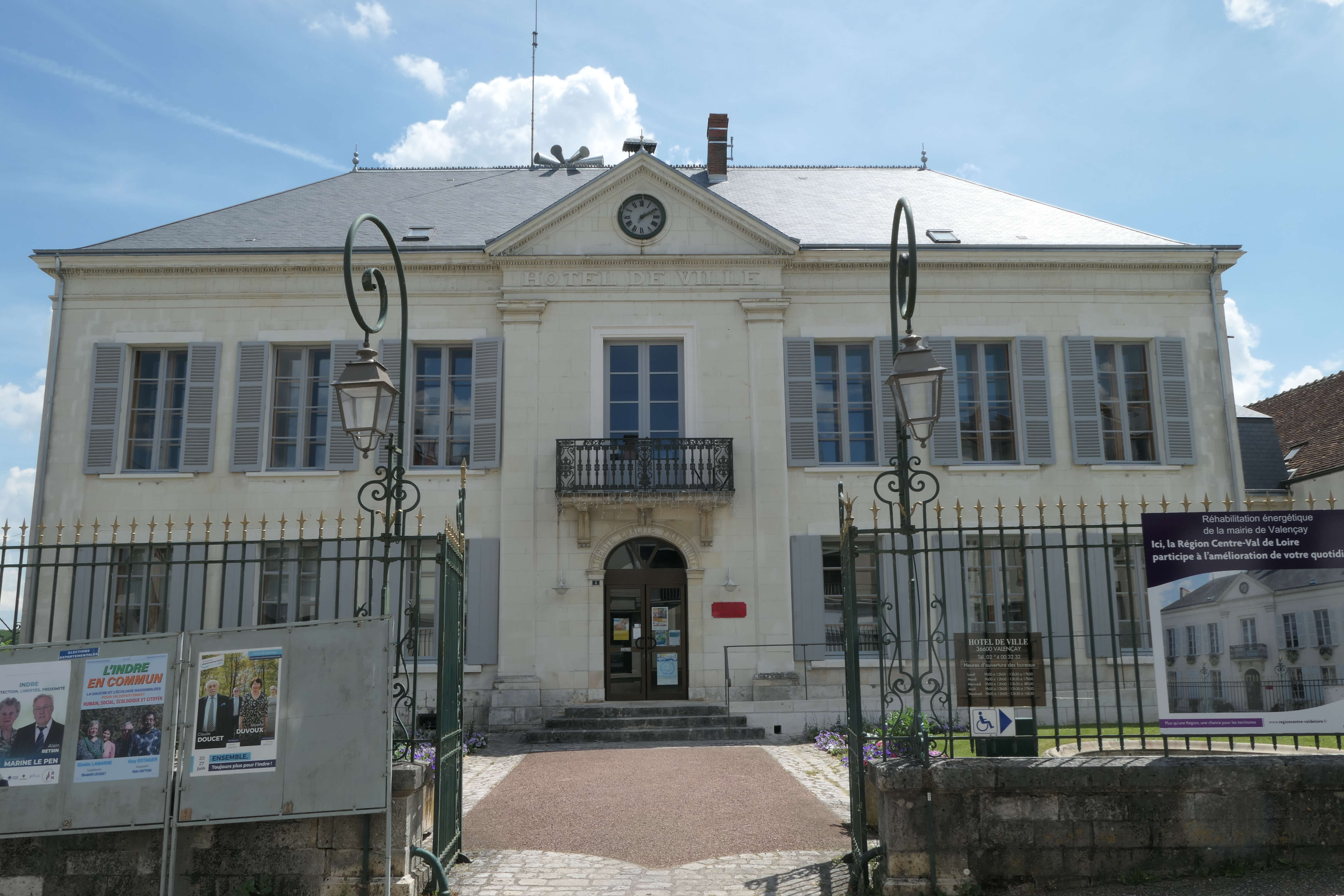
瓦朗赛市政厅

瓦朗赛的现任市长为克洛德·杜塞先生（Claude DOUCET），他是民主人士和独立人士联盟的一名成员，在2020年的市政选举中获得了64.30%的支持率。
| 瓦朗赛历届市长 | 瓦朗赛历届市长                | 瓦朗赛历届市长            |
| 任期           | 市长                          | 党派                      |
| -------------- | ----------------------------- | ------------------------- |
| 1944年－1945年 | Pierre BOUSSION 皮埃尔·布西永 | 不详                      |
| 1945年－1949年 | Marcel FERRÉ 马塞尔·费雷      | 不详                      |
| 1949年－1961年 | Max HYMANS 马克斯·伊芒        | SFIO工人国际法国支部      |
| 1961年－1965年 | Raymond TROUVÉ 雷蒙·特鲁韦    | 不详                      |
| 1965年－1971年 | Maurice PAIROUX 莫里斯·派鲁   | DVG左翼无党派人士         |
| 1971年－1979年 | Jean MAILLEY 让·马耶          | 不详                      |
| 1979年－1995年 | Pierre RENARD 皮埃尔·勒纳尔   | DVD右翼无党派人士         |
| 1995年－2001年 | Jean MEUNIER 让·默尼耶        | 不详                      |
| 2001年－       | Claude DOUCET 克洛德·杜塞     | UDI民主人士和独立人士联盟 |

### 各级选举
| 瓦朗赛历届投票选举结果 | 瓦朗赛历届投票选举结果 | 瓦朗赛历届投票选举结果 | 瓦朗赛历届投票选举结果 | 瓦朗赛历届投票选举结果  | 瓦朗赛历届投票选举结果 | 瓦朗赛历届投票选举结果 | 瓦朗赛历届投票选举结果  | 瓦朗赛历届投票选举结果 | 瓦朗赛历届投票选举结果 |
| 选举项目               | 选举范围               | 选区单位               | 选区单位内的选举结果   | 选区单位内的选举结果    | 选区单位内的选举结果   | 选区单位内的选举结果   | 选区单位内的选举结果    | 选区单位内的选举结果   | 参考资料               |
| 选举项目               | 选举范围               | 选区单位               | 第一轮胜出者           | 第一轮胜出者            | 支持率                 | 第二轮胜出者           | 第二轮胜出者            | 支持率                 | 参考资料               |
| ---------------------- | ---------------------- | ---------------------- | ---------------------- | ----------------------- | ---------------------- | ---------------------- | ----------------------- | ---------------------- | ---------------------- |
| 2017年法國總統選舉     | 法國                   | 市镇                   |                        | 玛丽娜·勒庞             | 25.68%                 |                        | 埃马纽埃尔·马克龙       | 61.02%                 | [ 22 ]                 |
| 2017年法国立法选举     | 安德尔省第二选区       | 市镇                   |                        | 索菲·盖兰               | 29.4%                  |                        | 索菲·盖兰               | 50.06%                 | [ 22 ]                 |
| 2019年欧洲议会选举     | 法國                   | 市镇                   |                        | 若尔丹·巴尔代拉         | 28.07%                 | （不适用）             | （不适用）              | （不适用）             | [ 24 ]                 |
| 2021年法国省级选举     | 安德尔省               | 县                     |                        | 克洛德·杜塞 米蕾耶·迪武 | 62.28%                 |                        | 克洛德·杜塞 米蕾耶·迪武 | 73.5%                  | [ 25 ]                 |
| 2021年法国省级选举     | 安德尔省               | 市镇                   |                        | 克洛德·杜塞 米蕾耶·迪武 | 64.89%                 |                        | 克洛德·杜塞 米蕾耶·迪武 | 79.91%                 | [ 25 ]                 |
| 2021年法国大区选举     |                        | 市镇                   |                        | 尼古拉·福里西耶         | 29.09%                 |                        | 尼古拉·福里西耶         | 34.77%                 | [ 26 ]                 |
| 2022年法国总统选举     | 法國                   | 市镇                   |                        | 埃马纽埃尔·马克龙       | 27.57%                 |                        | 埃马纽埃尔·马克龙       | 53.01%                 | [ 22 ]                 |
| 2022年法国立法选举     | 安德尔省第二选区       | 市镇                   |                        | 尼古拉·福里西耶         | 24.44%                 |                        | 尼古拉·福里西耶         | 61.53%                 | [ 22 ]                 |

## 人口
2020年，瓦朗赛市镇人口数量为2,303，在法国排名第4,739位。其中男性1,094人，女性1,209人，75岁及以上人口占18.2%，外籍人口数量为47人，人口密度为55人/平方公里，当地居民被称为（男性）或（女性）。2022年，瓦朗赛境内出生7人，死亡人口60人。
| 瓦朗赛1901年－2021年人口变化情况 |
|                                  |
| 数据来源：Cassini、INSEE         |

## 经济
瓦朗赛是一个区域性的中心城市。截至2023年12月，瓦朗赛市镇范围内共有各类用人单位（包含自雇）368家，平均历史为21年，其中98.92%为中小型企业（PME），2023年10月至12月间，当地的经济活力指数为0.27%。（零售）、（五金销售）及（金属构建生产）是当地2021年营业额最高的三个企业，分别为18,388,817欧元、7,925,366欧元和6,507,110欧元。

## 财政与居民收入
2021年，瓦朗赛的财政收入总额为2,678,970欧元，财政支出总额为2,438,950欧元，当年的债务总额为975,130欧元。 2021年，瓦朗赛市镇通过增值税获得150,900欧元的收入，此外当地还共获得了239,970欧元的国家直接财政补助。
2019年，瓦朗赛的人均月收入总额为1,910欧元，其中高级职员为3,565欧元，低于法国平均水平（4,230欧元）；中级职员为2,023欧元，低于法国平均水平（2,411欧元）；普通职员为1,669欧元，亦低于法国平均水平（1,740欧元）。
2020年，瓦朗赛境内的贫困率为13%，青壮年（15至64岁）失业率为12.3%；2022年，当地38.4%的家庭拥有纳税资格，平均纳税1,817欧元，低于法国平均水平（4,393欧元）。

## 社会事务

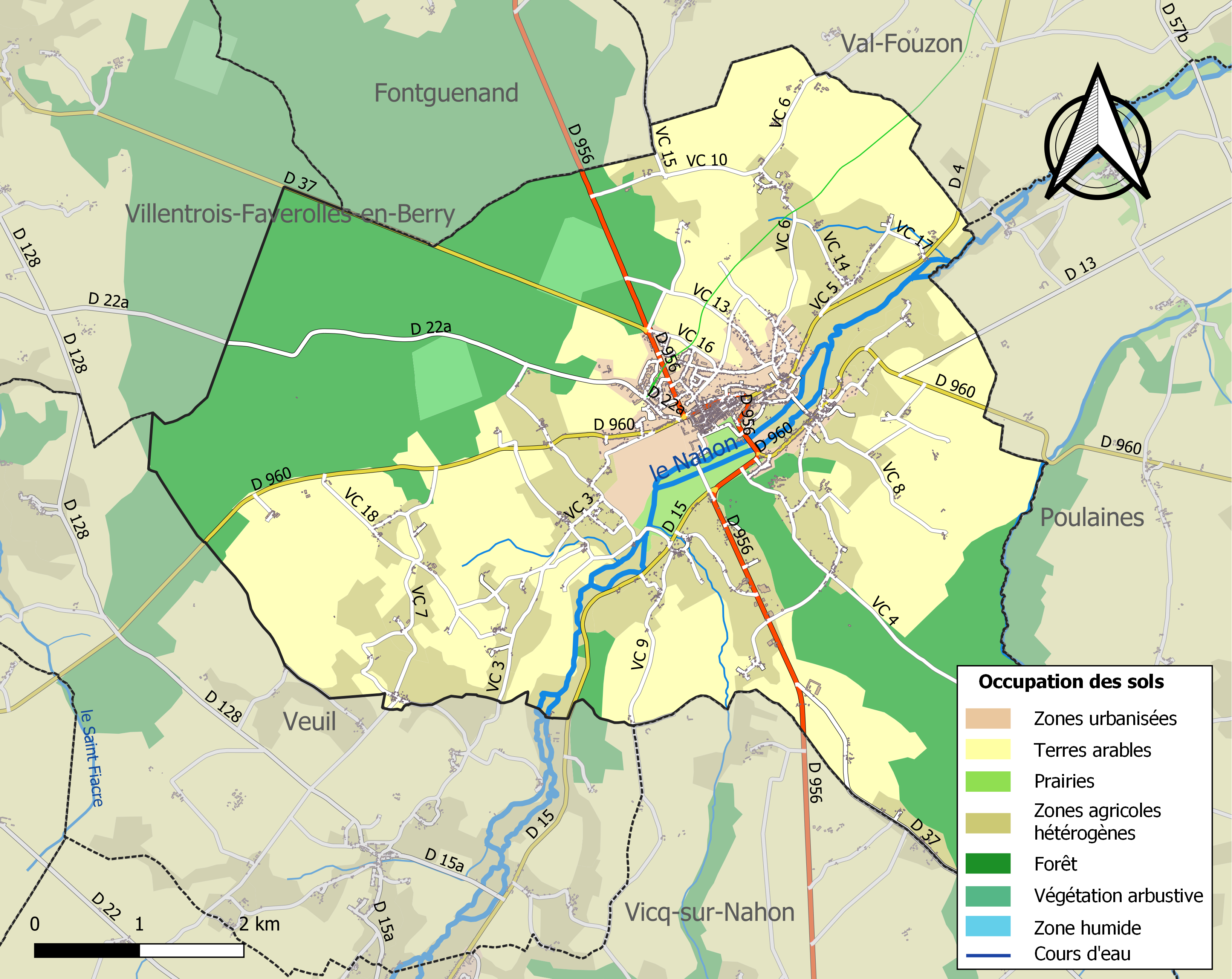
瓦朗赛土地利用情况地图

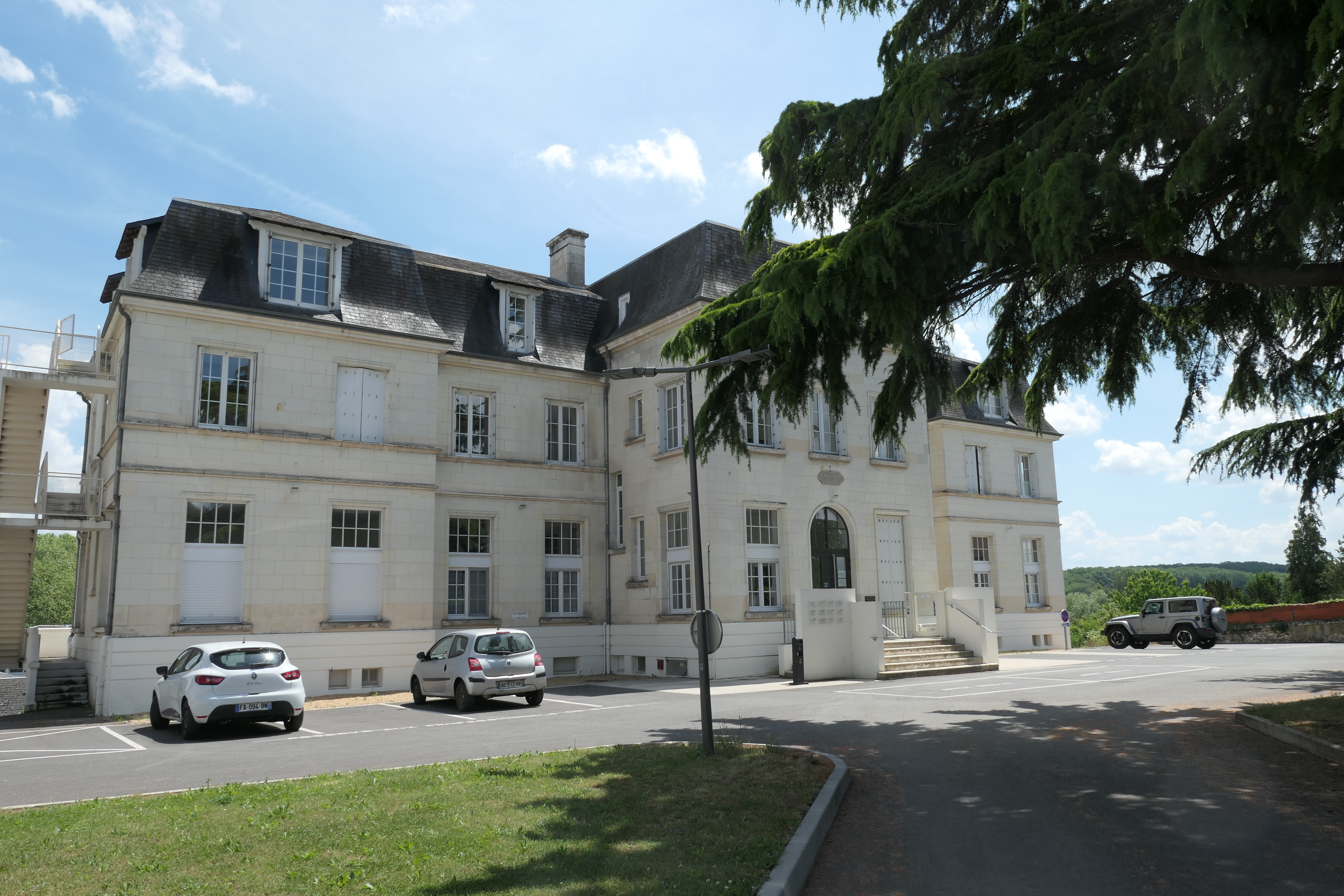
瓦朗赛中心医院

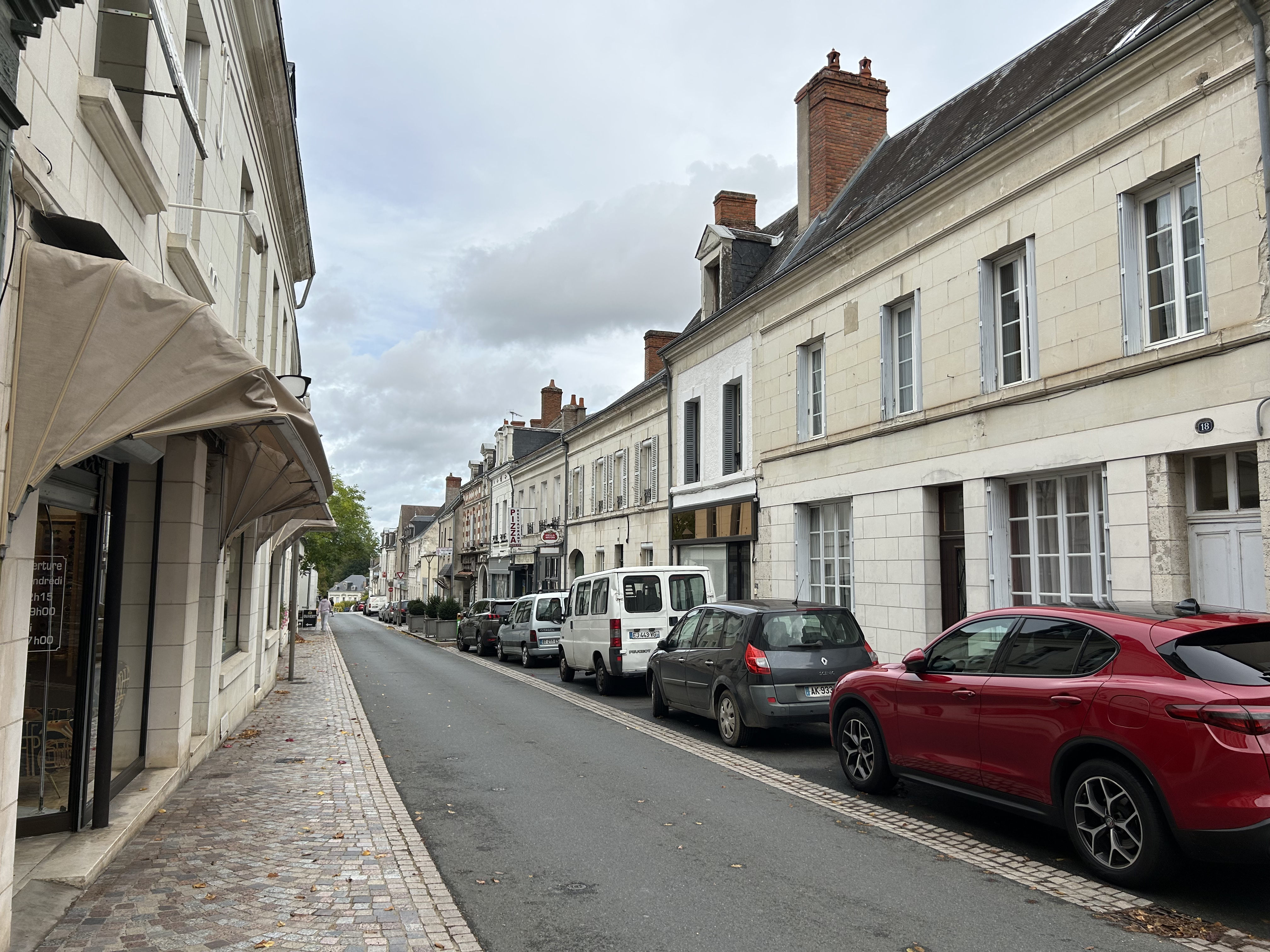
共和国大街

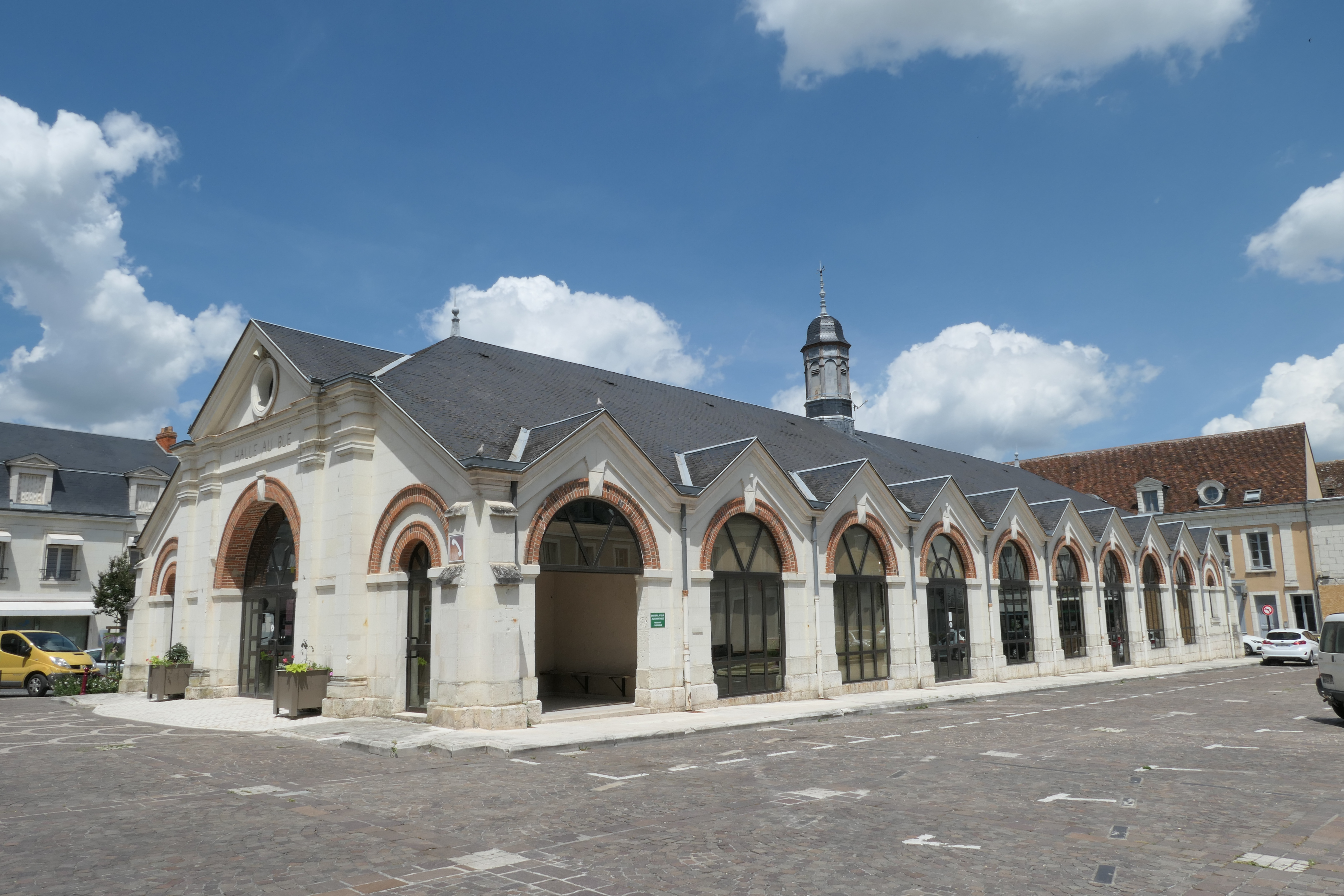
小麦大堂

### 教育
瓦朗赛属于奥尔良-图尔学区。截至2021年1月1日，瓦朗赛境内共有1所幼儿园、1所小学和1所初级中学。2021至2022学年度，瓦朗赛境内共有在校中等教育阶段学生237名。

### 医疗
截至2021年1月1日，瓦朗赛境内共有全科医生2名、保健师3名、牙医1名、护士5名和助产士1名。境内共有药房2家、养老院1家、残疾人帮扶中心4家。
瓦朗赛中心医院，全名为“瓦朗赛圣夏尔中心医院”（Centre Hospitalier Saint-Charles de Valençay），是法国的一个区域性医疗机构，其主病区位于瓦朗赛市区东北部，设有床位218个。

### 住房
2020年，瓦朗赛境内共有各类住房1,558套，其中87.9%为独立式居民区，11.6%为集中式居民区。常住房屋占瓦朗赛市镇范围内居民建筑总量的73.2%。
在住房保障政策方面，2022年，瓦朗赛境内共有190户家庭获得了住房经济补助，受益人数占总人口数量的8.9%，其中183份为房租补助。

### 商业
2021年，瓦朗赛境内共有各类实体商铺62家，其中餐厅11家、大型超市2家、杂货店1家、面包房3家、肉铺1家、装饰品店1家、银行门店3家、美容美发店4家、汽车维修店2家。瓦朗赛镇中心北侧建有一家Intermarché购物超市。

### 体育
2021年，瓦朗赛境内共有1家游泳池、1间体育馆、3处网球场以及2处足球或橄榄球场。
截至2023年12月，加蒂讷体育会（U.S. Gâtines，编号581422）是瓦朗赛境内唯一的一家注册足球俱乐部，其主队2023至2024赛季参加安德尔省足球联赛乙组（法国第十级别），其主场为马克斯·伊芒球场（Stade Max Hymans）。

### 环境
瓦朗赛的环境事务由其所属的埃克耶-瓦朗赛市镇公共社区联合各级政府协调负责。2021年，瓦朗赛境内共有1家污染企业。

### 治安
2021年，瓦朗赛市镇范围内共有1处宪兵队。
瓦朗赛及其附近的共71个市镇是伊苏丹国家宪兵队（zone gendarmerie de Issoudun）的管辖范围。2020年，该宪兵队累计记录各类案件1,473起，其中盗窃类案件746起，经济类案件220起，毒品交易类案件37起。

## 文化
2021年，瓦朗赛境内共有1家博物馆（瓦朗赛汽车博物馆）。瓦朗赛境内建有多媒体中心（Médiathèque），每周二至六向公众开放。

### 建筑
瓦朗赛境内有多处历史建筑，其中瓦朗赛城堡于1911年被列入法国国家文物保护单位，并于2000年作为卢瓦尔河谷城堡群的组成部分被列入《世界文化遗产》名录。

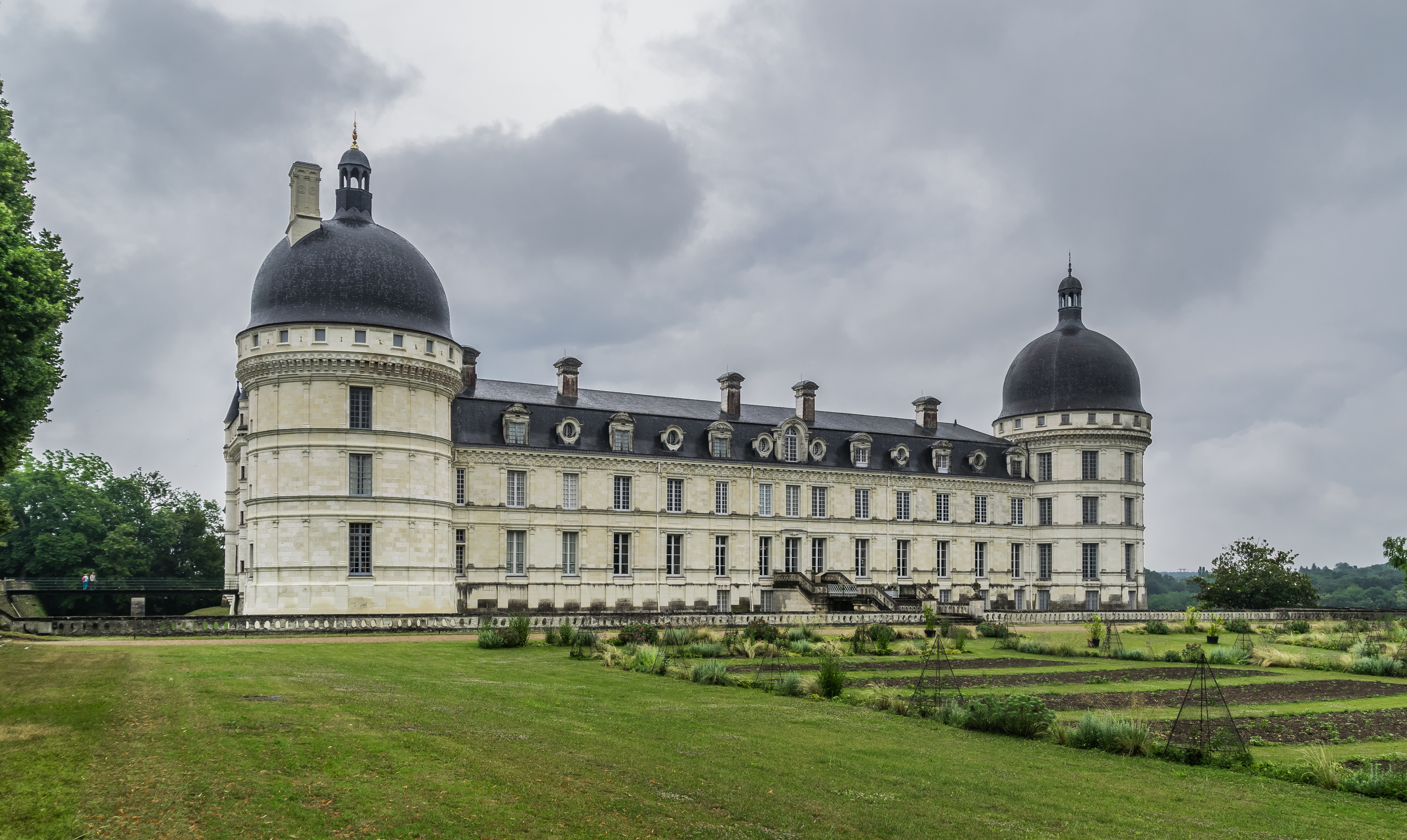
瓦朗赛城堡
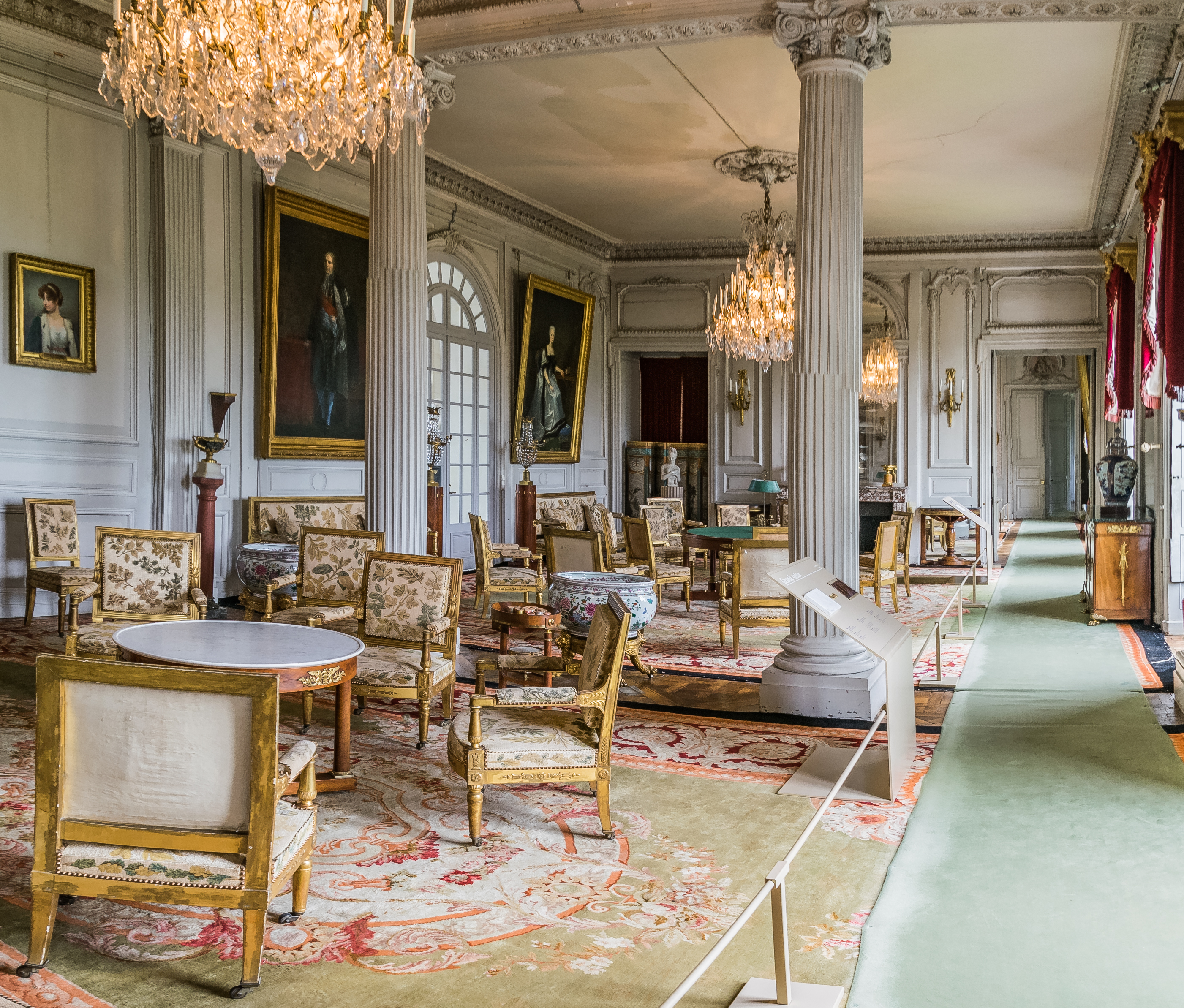
城堡大堂
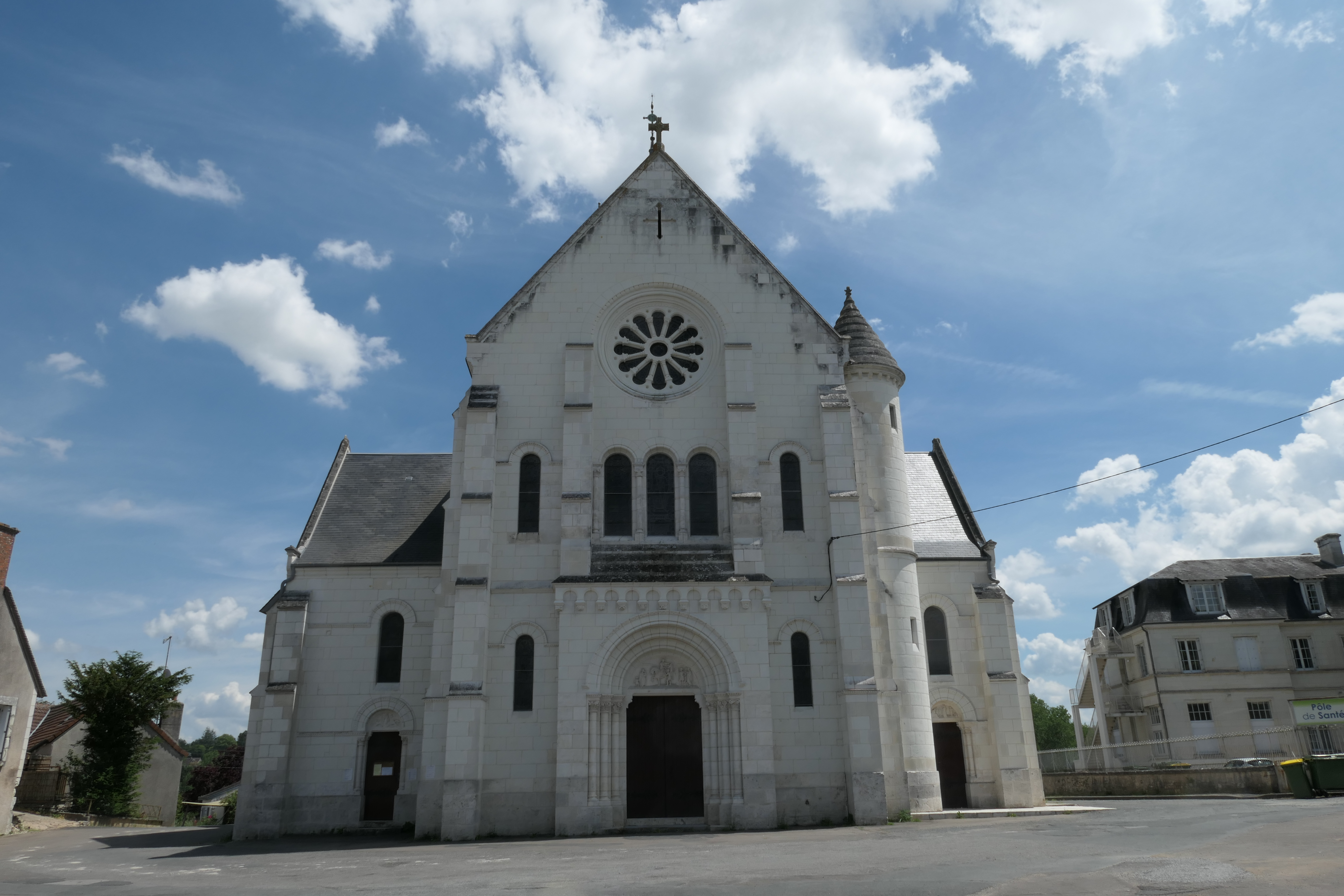
圣马丁教堂
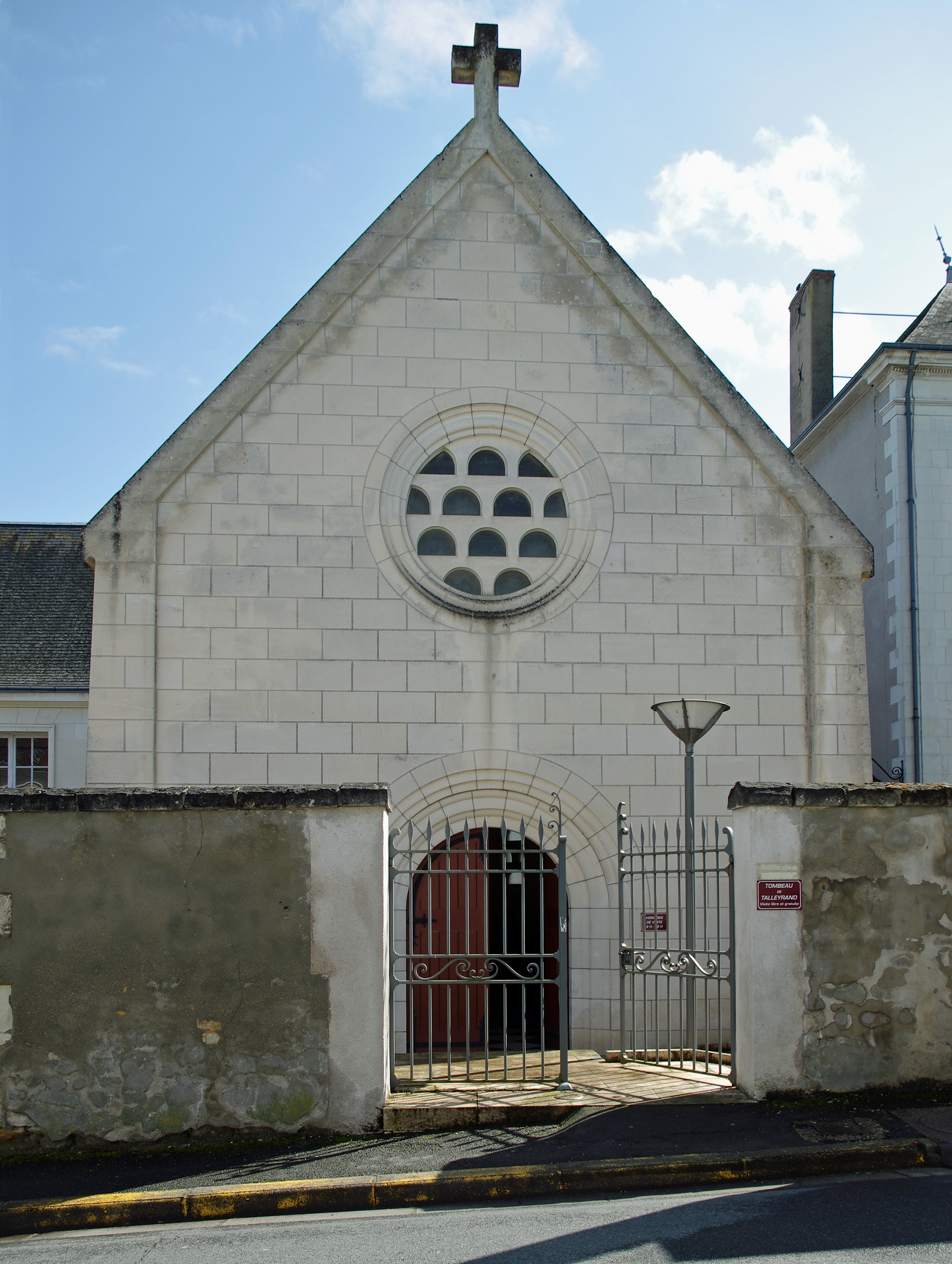
圣母小教堂
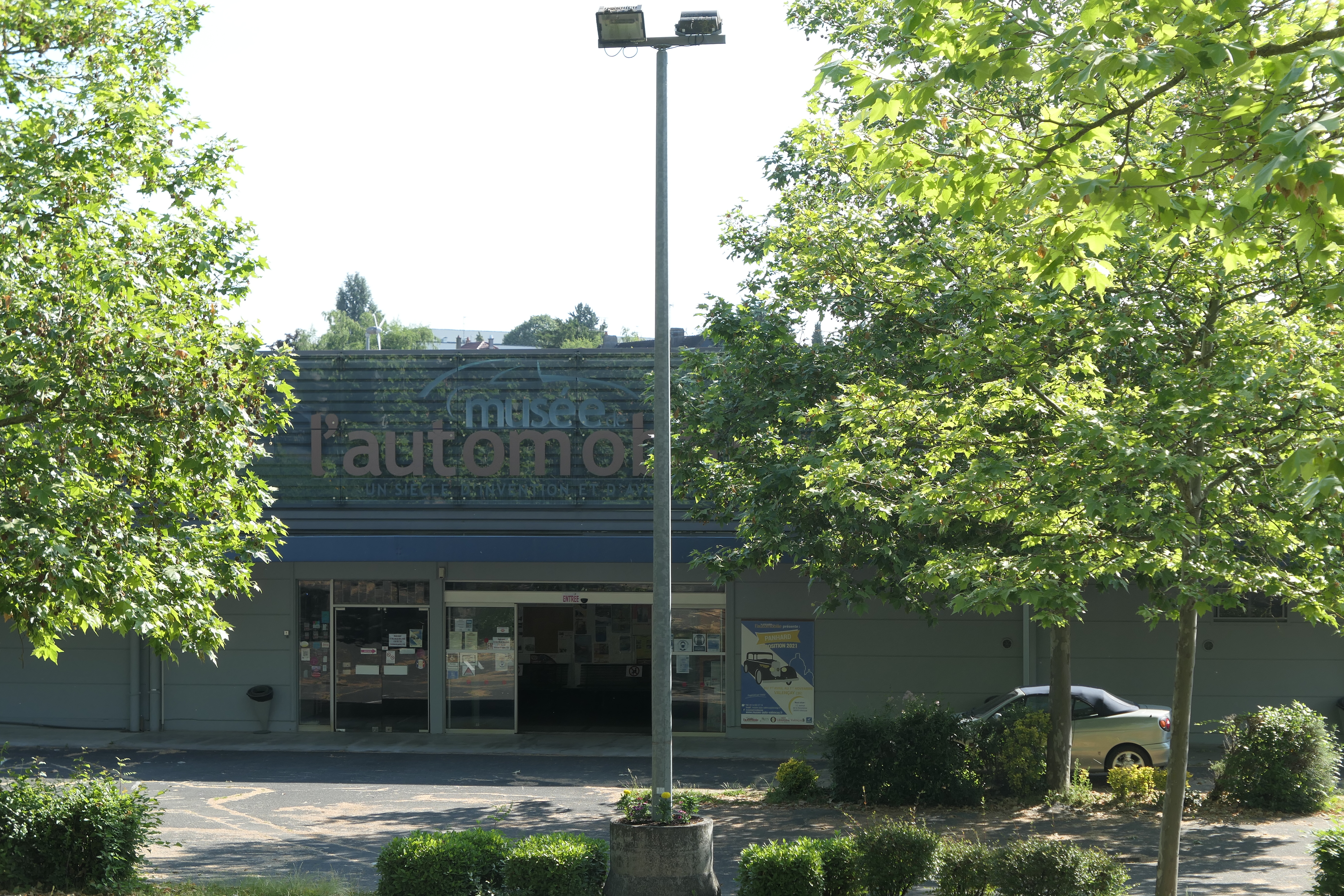
汽车博物馆
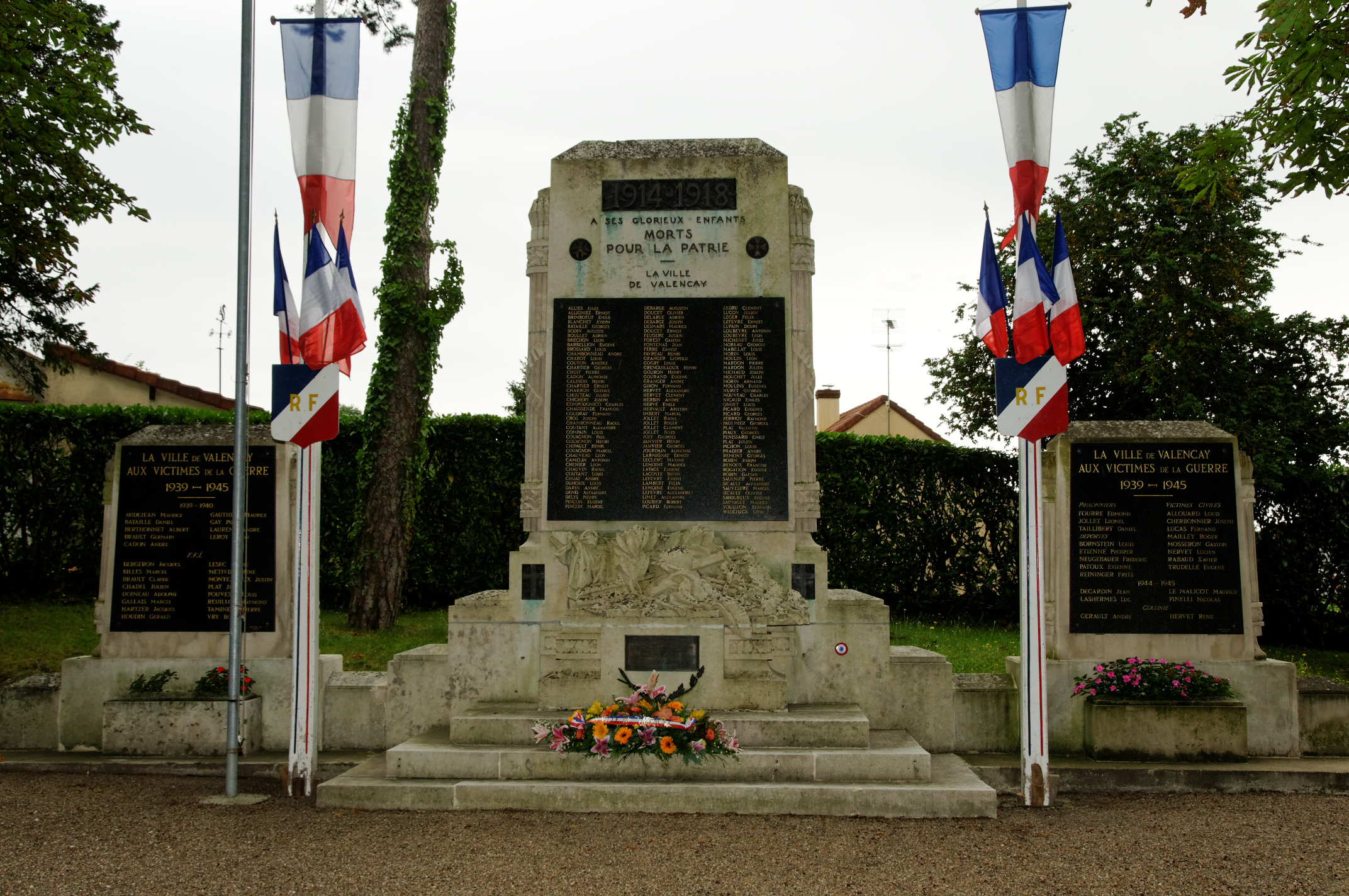
烈士纪念碑

### 旅游
瓦朗赛的旅游事务由其所属的埃克耶-瓦朗赛市镇公共社区联合各级政府协调负责。2023年，瓦朗赛境内共有2家酒店共计62间房间；另有1个露营地，可容纳共53辆露营车。

### 媒体
法国主要的媒体均可在瓦朗赛接收，法国电视三台下属的中央-卢瓦尔河谷大区频道在部分时段播出瓦朗赛所在安德尔省的地方新闻。《中西部新共和国报》、蓝色法兰西贝里广播、伊苏丹贝里第一电视台等是当地主要的地方性媒体。

### 奶酪
瓦朗赛因同名奶酪而闻名，该奶酪由山羊奶制作，自1975年起成为。

### 葡萄酒
除城堡和奶酪外，瓦朗赛亦因同名葡萄酒而闻名，后者是卢瓦尔河谷产区的组成部分，总种植面积达2,400公顷，覆盖了包括瓦朗赛在内的共11个市镇。

## 友好城市
截至2023年12月，瓦朗赛共与一座城市建立了友好城市关系：
- 義大利 切萨诺马代尔诺